# Jackie Shroff
Jaikishen Kakubhai "Jackie" Shroff, född 1 februari 1957 i Udgir, Maharashtra, Indien  är en indisk skådespelare, som varit verksam inom Bollywood i nästan fyra årtionden och fram till 2015 medverkat i mer än 207 filmer på tio olika språk (hindi, konkani, kannada, marathi, oriya, punjabi, bengali, malayalam, tamil, telugu).

## Biografi
Shroff är son till Kakabhai Haribhai Shroff, som var av gujaratistammen och hans hustru Rita (Hurinnisa), som härstammade från Kazakstan. De bodde i Malabar Hill, Mumbay. Shroff var en lokal tuffing, som hade gjort en del modelluppdrag i annonser, innan han fick sitt genombrott när regissören/producenten Subhash Ghai 1983 lanserade honom i huvudrollen i filmen Hero och gav honom smeknamnet "Jackie".
År 1982 gjorde Shroff sin skådespelardebut i Dev Anands film, Swami Dada. Filmen blev en succé och han fortsatte sedan att arbeta i Subhash Ghais filmer, oberoende av vilken roll han erbjöds. Efter Hero, gjorde han flera andra filmer, bland vilka Andar Baahar, Jaanoo och Yudh var framgångsrika. År 1986 gjorde han Karma som blev Indiens mest inkomstbringande film 1986. Hans nästa film, som gick upp var Kaash. Senare filmer, som Dehleez och Sachche Ka Bol Bala var alla kritikerrosade, men ekonomiskt mindre framgångsrika.

## Andra aktviteter
Tillsammans med sin hustru, Ayesha Dutt driver Shroff medieföretaget, Jackie Shroff Entertainment Limited. De ägde gemensamt 10% av aktierna i Sony TV från starten och fram till 2012 då de sålde sin andel och avslutade ett 15 år långt samarbete med Sony TV.
Han är också socialt engagerad och har en ekologisk gård, där han bedriver odling av olika slag av träd och andra växter. I denna roll deltog han i öppnandet av miljöstiftelsen Jaldhaara Foundation.   
Shroff deltog i Hiru Golden Film Awards 2016 i Sri Lanka som speciell gäst tillsammans med Bollywoodaktörer som Sunil Shetty, Neil Nitin Mukesh och skådespelerskor som Sridevi, Madhuri Dixit och Karisma Kapoor. 

## Priser
- 1990: Vinnare: Filmfare Award för bästa skådespelare – Parinda
- 1994: Nominerad: nominering – Gardish
- 1994: Nominerad: Filmfare Award för bästa biroll – ‘’Khalnayak
- 1995: Vinnare: Filmfare Award för bästa biroll – 1942: A Love Story
- 1996: Vinnare: Filmfare Award för bästa biroll – Rangeela
- 1997: Nominerad: Filmfare Award för bästa biroll – 'Agni Sakshi
- 2002: Nominerad: Filmfare Award för bästa biroll – Yaadein
- 2001: Nominerad: Filmfare Award för bästa spel i en negativ roll – Mission Kashmir
- 2003: Nominerad: Filmfare Award för bästa biroll– Devdas
- 2007: Special Honour Jury Award för enastående bidrag till indisk film.
- 2014: Vinnare: The Original Rockstar GQ [9]